# Тігернмас мак Фоллах
Тігернмас мак Фоллах – (ірл. – Tigernmas) – легендарний верховний король Ірландії. Час правління: 1209—1159 до н. е. (згідно з «Історією Ірландії» Джеффрі Кітінга) або 1621—1544 до н. е. (відповідно до «Хроніки Чотирьох Майстрів»). Син Фоллаха (ірл. – Follach), онук Ехріела (ірл. – Ethriel) – верховного короля Ірландії. Його ім’я «Тігернмас» одночасно означає і «Бог Смерті» і «Прекрасний Повелитель». 
Згідно легенд та історичних переказів він став верховним королем Ірландії вбивши свого попередника - Конмаела мак Ебера у битві під Енех Маха (ірл. - Óenach Macha). Протягом першого року свого правління він продовжував воювати з нащадками Ебера, які претендували на трон і виграв у війні з ними, переміг їху 27 битвах, повністю знищивши весь рід Ебера. За часів його правління в Ірландії вперше почали використовувати золото як гроші і прикраси, вперше почали використовувати роги тварин як ритуальні чаші для пиття напоїв, вперше почали використовувати фіолетовий, зелений, синій одяг (як святковий), вперше почали використовувати брошки та кільця як прикраси. Під час його правління сім озер і три річки вийшли з-під землі в Ірландії. Він правив Ірландією протягом чи то 50, чи то навіть 77 років. Книга «Фенай» (ірл. – Fenagh) стверджує, що він правив Ірландією 100 років. За часів його правління Тігернмаса ірландці поклонялися жорстокому божеству на ймення Кром Койх (Кром Круах) (ірл. - Crom Cruach), яке вимагало людських жертвоприношень. Походження і назва цього божества не зовсім зрозумілі дослідникам – цей культ різко виділяється з кельтського пантеону і звичаїв кельтів. За повідомленням історичних переказів три чверті населення Ірландії загинуло чи то в результаті гніву цього божества, чи то в результаті епідемії, чи то були принесені в жертву цьому божеству. Після смерті Тігернмаса в Ірландії сім років не було короля, аж доки Еохайд Вдягнутий (ірл. - Eochaid Étgudach) не прийняв царство і трон. 
«Книга Захоплень Ірландії» синхронізує його правління з часом правління царів Тінеласа і Деціласа в Ассирії, Давида і Соломона в Ізраїлі, що сумнівно. Книга «Лауд» синхронізує його правління з часом правління Аса і Йосафата в Юдеї та часом правління ассирійського царя Періатідеса, що теж сумнівно. 